# Société des Déchets de la Fabrique de Reims
La Société des Déchets de la Fabrique de Reims  a été créée en 1834 à l’initiative des manufacturiers textiles de Reims dans le but de lutter contre la contrebande de vrais et faux déchets. 
Une partie des bénéfices étaient reversée sous forme de dons aux bonnes œuvres. Cette usine était implantée entre la rue du Jard et la rue de Venise. Une biscuiterie lui succédera qui elle-même sera remplacé par un ensemble de logements.

## Histoire
En 1834, la Société des Déchets de la Fabrique de Reims  a été créée à Reims à l’initiative des manufacturiers textiles de Reims dans le but de lutter contre la contrebande de vrais et faux déchets. Cela avait également pour effet, selon les manufacturiers de faire baisser la qualité des produits finis.
En 1876, elle fait l’objet d’un agrandissement avec la construction de bureaux sur la rue du Jard aux numéros 21-25.
L’usine subira d’importants dommages durant la Première Guerre mondiale.
Elle sera reconstruite vers 1920. 
En 1938, elle sera remplacée par la Biscuiterie Paquot.

### La biscuiterie
En 1972, l'entreprise Auga (contraction du mot "AUGRAS") créée en 1951 par Raymond Picard, rachète l’usine Paquot et son matériel. En 1976, l’usine de Reims emploie 200 personnes.

### Période contemporaine
Le bâtiment des bureaux, aux 21-25 rue du jard, est utilisée par des entreprises et associations.
La partie industrielle proprement dite a été, en grande partie, « rasée » et remplacée par 174 logements construits par l'Effort rémois devenu Plurial Novilia et le Foyer Rémois.
Cet ensemble constitué de quatre grands immeubles donne sur la rue gambetta et sur la rue de venise.

## La gestion de la Société des Déchets de la Fabrique de Reims
Elle était gérée par un directeur général et un groupe de 12 administrateurs choisis parmi les principaux industriels et négociants en laine de Reims et de la région.
Un tiers de ses bénéfices étaient reversé sous forme de dons aux bonnes œuvres.